# Antybiotyk bakteriostatyczny
Antybiotyk bakteriostatyczny – antybiotyk hamujący namnażanie się bakterii przy osiągnięciu odpowiedniego, skutecznego stężenia, bez ich zabijania. Większość leków o charakterze bakteriostatycznym, w tym antybiotyki (tetracykliny i makrolidy) oraz chemioterapeutyki (sulfonamidy), działa przez hamowanie syntezy białek. W języku polskim termin antybiotyków obejmuje coraz częściej także chemioterapeutyki.
Antybiotyki mogą także działać fungistatycznie, tzn. hamować namnażanie grzybów chorobotwórczych.
Podział ze względu na zdolność antybiotyku do zabijania bakterii na antybiotyki bakteriobójcze (czyli bezpośrednio zabijające komórki bakteryjne) i bakteriostatyczne nie ma charakteru bezwzględnego, szczególnie in vivo, albowiem rodzaj aktywności antybiotyku może zależeć np. od osiągniętego stężenia czy szczepu bakterii, tzn. wykazywać działanie bakteriostatyczne wobec jednych szczepów bakterii, zaś bakteriobójcze wobec innych szczepów.
Podział antybiotyków na bakteriobójcze i bakteriostatyczne ułatwia wybór antybiotyku do leczenia pacjenta.
Antybiotyków o działaniu bakteriostatycznym nie powinno stosować się u osób z upośledzoną odpornością. Podobnie w przypadku ciężkich zakażeń, jak np. zapalenie wsierdzia i zapalenie opon mózgowo-rdzeniowych, preferowane jest zastosowanie antybiotyków bakteriobójczych, aby uzyskać szybkie wyleczenie.
Przykładami antybiotyków i chemioterapeutyków działających bakteriostatycznie są:
- tetracykliny,
- chloramfenikol,
- makrolidy,
- linkozamidy,
- sulfonamidy,
- trimetoprym,
- ketolidy.

W Polsce antybiotyki, zarówno bakteriobójcze, jak i bakteriostatyczne, podawane ogólnie (doustnie, domięśniowo, dożylnie) są wydawane pacjentom w aptece wyłącznie na receptę. Wyjątkiem jest furagina, która na polskim rynku farmaceutycznym została zarejestrowana do leczenia bakteryjnych zakażeń dolnych dróg moczowych jako lek OTC.